# Є Жунгуан
Є Жунгуан (кит. трад. 葉榮光, спр. 叶荣光, піньїнь: Yè Róngguāng; нар. 3 жовтня 1963, Веньчжоу) — китайський шахіст, гросмейстер від 1990 року.

## Шахова кар'єра
Від середини 1980-х до середини 1990-х років належав до когорти провідних китайських шахістів. 1990 року єдиний раз у своїй кар'єрі взяв участь у міжзональному турнірі (відбіркового циклу чемпіонату світу), посівши у Манілі 44-те місце (змагання проходили за швейцарською системою), а також виграв золоту медаль на чемпіонаті країни. Тричі (у 1988, 1990, 1992 роках) виступав за національну збірну на шахових олімпіадах і двічі (1985, 1989) на командних чемпіонатах світу, на першому з них здобувши бронзову медаль в особистому заліку на 6-й шахівниці.
Досягнув низки успіхів на міжнародних турнірах, зокрема, посів 1-ше місце в Баколоді (1991), посів 2-ге місце в Куала-Лумпурі (1994, позаду Еугеніо Торре), поділив 3-тє місце в Пекіні (1995, то Lee Cup, позаду Бориса Альтермана і Вана Цзилі, разом з Уве Беншем, Маркусом Штанглєм і Тоном Юаньміном), поділив 1-ше місце в Зості (1996, разом з Олександром Войткевичем і Михайлом Ричаговим), поділив 1-ше місце в Антверпені (1996, разом з Люком ван Велі і Єруном Пікетом) і поділив 1-ше місце в Дірені (1997, разом з Віктором Міхалевським і Олександром Фінкелем).
1990 року став першим китайським шахістом, який отримав титул гросмейстера.
Найвищий рейтинг Ело в кар'єрі мав станом на 1 січня 1991 року, досягнувши 2545 очок ділив тоді 96-104-те місце в світовому рейтинг-листі ФІДЕ, одночасно займаючи 1-ше місце серед китайських шахістів. 2000 року завершив професійну кар'єру шахіста.

## Зміни рейтингу
| На цьому місці має відображатися графік чи діаграма, однак з технічних причин його відображення наразі вимкнено. Будь ласка, не видаляйте код, який викликає це повідомлення. Розробники вже працюють для того, щоби відновити штатне функціонування цього графіка або діаграми. | |
| | На цьому місці має відображатися графік чи діаграма, однак з технічних причин його відображення наразі вимкнено. Будь ласка, не видаляйте код, який викликає це повідомлення. Розробники вже працюють для того, щоби відновити штатне функціонування цього графіка або діаграми. |